# Фред Дегазон
Фредерік Євтроп Дегазон (англ. Frederick Eutrope Degazon; 4 січня 1913 — 4 жовтня 2008) — політичний діяч Домініки, перший президент країни у 1979—1980 роках.

## Життєпис
Народився у Сент-Люсії, навчався у Лондонському університеті, потім перебував на державній службі у Домініці, Сент-Люсії та Ямайці. 1969 року вийшов на пенсію. 1977 був обраний головою парламенту Домініки, а 1978 року, після проголошення незалежності — першим президентом країни. Приступив до виконання обов'язків 16 січня 1979 року. Під час конституційної кризи у червні 1979 року залишив країну й оселився у Лондоні. Офіційно вийшов у відставку у січні 1980 року.